# Aleksandra Popławska (aktorka)
Aleksandra Popławska (ur. 17 marca 1976 w Zabrzu) – polska aktorka.

## Życiorys
Absolwentka wrocławskiego Wydziału Aktorskiego krakowskiej PWST (2000). Aktorka TR Warszawa w latach 2000–2007 i od 1 sierpnia 2018 roku. Ukończyła szkołę muzyczną II stopnia w klasie fortepianu.  W 2021 otrzymała nagrodę na Festiwalu Piosenki Francuskiej w Lublinie, a później odbyła staż we francuskiej Szkole Piosenki Francisa Cabrela. 
Zagrała m.in. w serialach: Samo życie, Hotel 52, Przyjaciółki, Wataha, Belfer, Szadź, Klangor, oraz filmach takich jak Zero, Testosteron czy Kobiety mafii.

## Życie prywatne
Jej młodszą siostrą jest aktorka Magdalena Popławska.
26 sierpnia 2023 poślubiła aktora Marka Kalitę, z którym ma córkę Antoninę (ur. 2005).

## Filmografia
- 1998: Klasa na obcasach jako Matylda
- 2000: Miodowe lata jako asystentka Kasia (odc. 41)
- 2002–2010: Samo życie jako doktor Martyna Warner
- 2004–2005: Na Wspólnej jako Sofia Bacci
- 2004: W dół kolorowym wzgórzem jako Agata, była dziewczyna Ryśka, żona Jarka
- 2005: Na dobre i na złe jako Karolina, kochanka Krawczyńskiego (odc. 235, 238)
- 2005: Czego się boją faceci, czyli seks w mniejszym mieście jako Marta
- 2006: Podróż jako Monika, koleżanka Iwony
- 2006: Będziesz moja jako Justyna Nowak
- 2007: Testosteron jako żona Janisa
- 2007: Odwróceni jako nauczycielka „Pietruszki” (odc. 2, 12)
- 2007: Dwie strony medalu jako koleżanka Alicji (odc. 75)
- 2008: Trzeci oficer jako wychowawczyni francuskich tancerek
- 2008–2009: 39 i pół jako Ula, matka Marty
- 2009: Zero jako żona prezesa
- 2009: Projekt dziecko jako Monika, siostra Anny
- 2010: Ewa jako Basia
- 2011: Moja Australia jako Halina, matka Tadka i Andrzeja
- 2011: L’infiltré jako Eva
- 2011: Jak się pozbyć cellulitu jako dziennikarka Marlena Bojko
- 2011–2013: Hotel 52 jako Marzena Przybylska
- 2012: Prawo Agaty jako Ewa Pachman, żona Jerzego (odc. 2)
- 2012: Ostatnie piętro jako nauczycielka
- 2012: Piąty Stadion jako ciężarna (odc. 7)
- 2013: Przyjaciółki jako Edyta Jastolińska
- 2013: Lekarze jako Bojerowa, nauczycielka Antka
- 2013: Komisarz Alex jako prokurator Dalia Romanius (odc. 33)
- 2013–2017: Barwy szczęścia jako Nina Elsner
- 2014–2019: Wataha jako prokurator Iga Dobosz
- 2014: O mnie się nie martw jako Stążecka (odc. 3)
- 2014: Między nami dobrze jest jako Mała Metalowa Dziewczynka
- 2015: Zbrodnia jako Marta Bożęcka, wspólniczka Brzozowskiego
- 2015: Ojciec Mateusz jako Kamila Luboń, siostra Karoliny (odc. 171)
- 2015: Nie rób scen jako Olga Piekarz
- 2015: Na dobre i na złe jako Natalia (odc. 589)
- 2015: Ederly jako służąca
- 2016: Kochaj jako dziennikarka Oliwia Artman, przyjaciółka Sawy
- 2016: Belfer jako Ewa Walewska, matka Asi
- 2017: Niewidzialne jako Maria Miracle
- 2017: Miłość w mieście ogrodów jako kuratorka sztuki
- 2017: Miasto skarbów jako Alicja Wakar
- 2018: Kobiety mafii jako Justyna „Siekiera”, kobieta „Milimetra”
- 2018: Druga szansa jako dziennikarka Aniela
- 2019: Underdog jako Nina Bogucka
- 2019: Kobiety mafii 2 jako Justyna „Siekiera”, kobieta „Milimetra”
- 2019: 1800 gramów jako Maria Dylewska
- 2020: Wyzwanie jako Teresa Dukszta
- 2020–2024: Szadź jako komisarz Agnieszka Polkowska
- 2021:  The End jako Alicja Kopytowska
- 2021: Stulecie Winnych jako Teresa Zduńczyk
- 2021: Klangor jako pielęgniarka Ewa Ryszka
- 2022: Listy do M. 5 jako reporterka Anna Wiśniewska
- 2022: Minuta ciszy jako Madzia Majorowa
- 2022: Nie cudzołóż i nie kradnij jako Renata Michalska, żona Patryka
- 2022: Ślub doskonały jako weddingplanerka
- 2023: Fin del mundo? jako Joanna
- 2024: Diabeł jako Łabędź
- 2024: Skrzyżowanie jako Renata

## Spektakle teatralne
- 1998: Sztukmistrz z Lublina jako Halinka; Cypojra (reż. Jan Szurmiej)
- 1999: Lato w Nohant jako Solange (reż. Agnieszka Glińska); Teatr Telewizji
- 1999: Krwawe gody jako dziewczyna; Panna I (reż. Jan Szurmiej)
- 1999: Doktor Faustus jako Inez Rodde (reż. Grzegorz Jarzyna jako Das Gemüse)
- 1999: Czwarta siostra jako Tania (reż. Agnieszka Glińska)
- 2000: Książę Myszkin jako Agłaja Iwanowna Jepanczyn (reż. Grzegorz Jarzyna)
- 2001: Wiśniowy sad jako Waria (reż. Paweł Miśkiewicz)
- 2001: Uroczystość jako Michelle (reż. H7 [Grzegorz Jarzyna])
- 2001: Szczęście Frania jako Helena (reż. Agnieszka Glińska); Teatr Telewizji
- 2002: Wesele jako Rachel (reż. Mikołaj Grabowski)
- 2004: Niebezpieczne związki jako madame de Tourvel (reż. Agnieszka Lipiec-Wróblewska)
- 2006: Paw królowej. Opera praska jako Patrycja Pitz, Małgorzata (reż. Jacek Papis)
- 2008: Stygmatyczka jako Prokoszyna (reż. Wojciech Nowak); Scena Faktu Teatru Telewizji
- 2009: Między nami dobrze jest jako Mała metalowa dziewczynka (reż. Grzegorz Jarzyna)
- 2009: Zbombardowani jako Cate (reż. Marek Kalita), także opracowanie muzyczne
- 2011: Sprzedawcy gumek jako Bela Berlo (reż. Artur Tyszkiewicz); Teatr Telewizji
- 2021: Kopenhaga jako Margarete (reż. Waldemar Krzystek)
- 2016 Dogville jako Grace (reż. Marek Kalita), także reżyseria[7]
- 2017 Niezwyciężony jako Dawn (reż. Eugeniusz Korin)

## Gry komputerowe
- 2008: Mirror’s Edge jako Faith (dubbing)

## Nagrody
- 2001: nagroda aktorska na XLI Kaliskich Spotkaniach Teatralnych za rolę Warii w Wiśniowym sadzie Antona Czechowa w Teatrze Polskim we Wrocławiu
- 2002: nagroda na II Festiwalu Dramaturgii Współczesnej „Rzeczywistość przedstawiona” w Zabrzu za rolę Tani w Czwartej siostrze Janusza Głowackiego w Teatrze Polskim we Wrocławiu
- 2007: wyróżnienie na XIII Ogólnopolskim Konkursie na Wystawienie Polskiej Sztuki Współczesnej za rolę Patrycji Pitz w przedstawieniu Paw królowej. Opera praska według Doroty Masłowskiej w Teatrze Wytwórnia w Warszawie
- 2009: nagroda na IX Ogólnopolskim Festiwalu Dramaturgii Współczesnej „Rzeczywistość przedstawiona” w Zabrzu za rolę Małej Metalowej Dziewczynki w spektaklu Między nami dobrze jest Teatru Rozmaitości w Warszawie